# 피아노 소나타 9번 (모차르트)
볼프강 아마데우스 모차르트의 피아노 소나타 9번 D장조, K. 311 / 284c는 1777년 11월-12월에 작곡가가 아우크스부르크와 만하임에 머물면서 작곡한 것으로, 그의 소나타 7번 C장조 K. 309와 동시대에 작곡되었다.
작품에는 세 가지 악장이 있다.
첫 번째 악장은 소나타 형식이다.
두 번째 악장은 에피소드 구조 A–B–A–B–A– coda이다.
마지막으로, 3악장 중 가장 기술적으로 까다로운 악장은 소나타 론도이다.